# Kon-Tur
Kon-Tur er en landsdækkende bog-, papir- og legetøjshandlerkæde, med mere end 65 butikker.
Den består af selvstændige butikker fordelt i Danmark og på Færøerne.